# Monumento a La Raza (Sevilla)

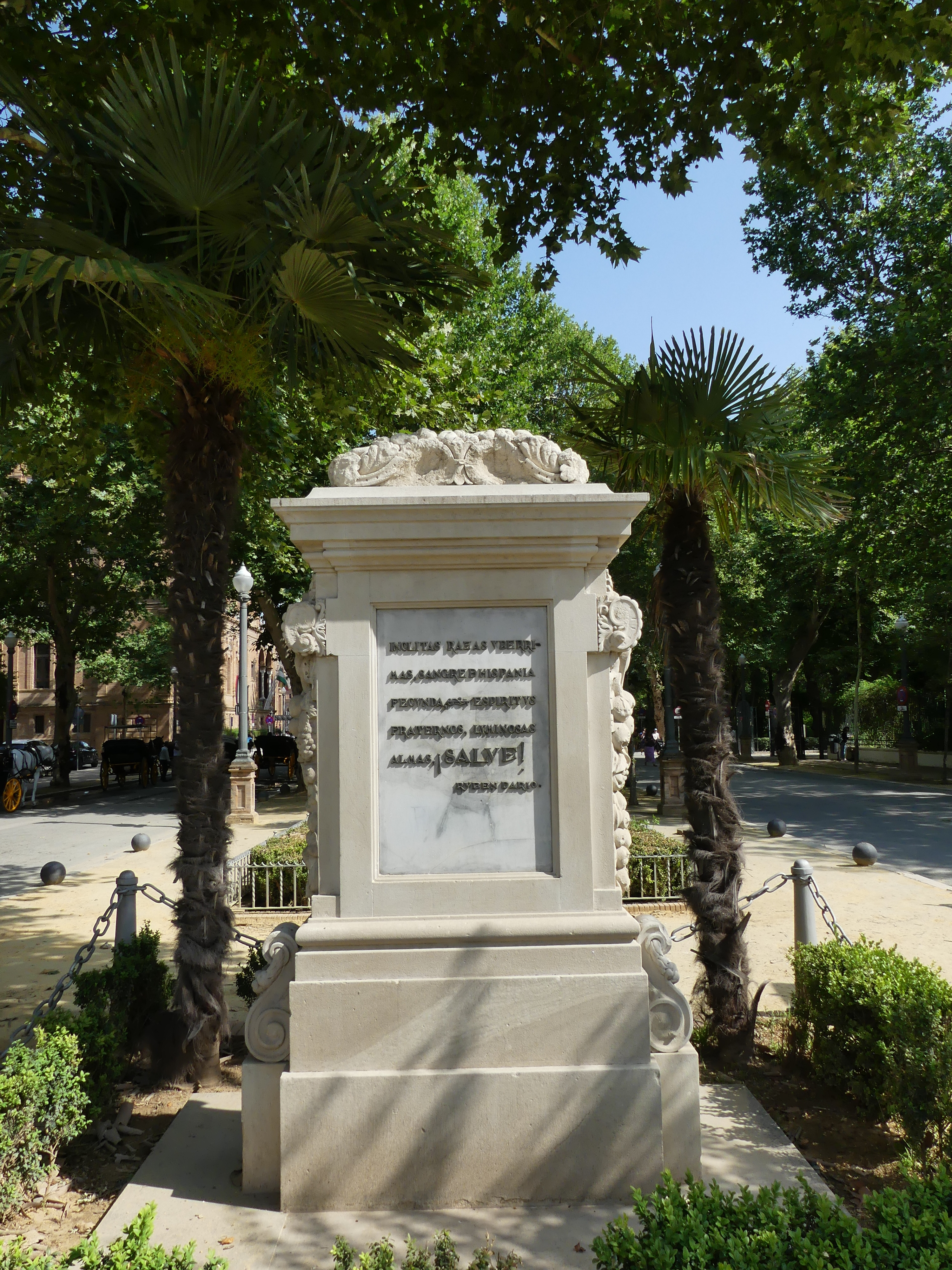
Monumento a La Raza.

El monumento a La Raza es un monumento que se encuentra en Sevilla, Andalucía, España. Fue realizado coincidiendo con la Exposición Iberoamericana de 1929.

## Historia
En 1914 uno de los diseñadores de la exposición, Luis Rodríguez Caso, planteó la construcción de un monumento a La Raza. El monumento planteado por Rodríguez Caso habría consistido en una gran columna de cemento de 100 metros de altura con una planta superior que se iluminase por la noche.
El Día de La Raza empezó a celebrarse de forma oficial a partir de 1918 con actos que siempre estaban ligados al 12 de octubre. En 1919 Luis Montoto se unió a la propuesta del monumento y pidió que se colocase la primera piedra en el recinto del certamen.
No obstante, no fue hasta 1929 cuando se acordó en una reunión de la Comisión Permanente de la Exposición Iberoamericana crear el monumento colocando versos del poeta Rubén Darío, a instancias del entonces alcalde Nicolás Díaz Molero. El monumento fue diseñado por el entonces concejal Santiago Martínez.

## Características
Se encuentra ubicado junto al acceso del parque de María Luisa por el lateral de la torre norte de la Plaza de España, en la avenida Isabel la Católica.
Es un monumento con forma de mural donde se pueden leer los siguientes versos de Rubén Darío:

Ínclitas razas ubérrimas,

sangre de Hispania fecunda,

espíritus fraternos,

luminosas almas, ¡salve!

Se compone de un paramento rectangular formado por un basamento tripartito con dos ménsulas adosadas, de cuyas volutas parten guirnaldas florales; de un cuerpo intermedio, de mármol, que contiene la oda; y una decoración superior a modo de ménsulas contrapuestas; y dos jambas a los lados con relieves frutales.